# Girl on Fire
Girl on Fire este un cântec de Alicia Keys lansat pe 4 septembrie 2012. Este interpretat în colaborare cu Nicki Minaj pentru varianta Inferno. A fost hit în România.